# George Steinmetz (Soziologe)
George Steinmetz (* 1957) ist ein amerikanischer Soziologe.

## Leben
Steinmetz besuchte von 1975 bis 1979 das Reed College, unterbrochen von einem Austauschjahr an der Universität Paris VI. 1980 erhielt er seinen B.A. in Deutscher Sprache und Literatur von der University of Wisconsin–Madison, wo er 1983 auch seinen M.S. in Soziologie machte. Anschließend studierte er bis 1985 an der Universität Mannheim und besuchte auch Veranstaltungen an der FU Berlin. 1985 kehrte er zurück an die University of Wisconsin-Madison, wo er 1987 zum Ph.D. promoviert wurde mit einer Dissertation über Sozialleistungen in Deutschland 1871–1914. Betreuer der Arbeit war Erik Olin Wright.
Anschließend erhielt Steinmetz eine Stelle an der University of Chicago, zunächst als Assistant Professor, ab 1994 als Associate Professor. 1997 wechselte er an die University of Michigan, wo er seit 2004 Charles-Tilly-Professor ist. Zwischen Juli 2008 und Juni 2009 war er zudem Professor of Sociology an der New School for Social Research in New York.
Steinmetz’ Arbeitsschwerpunkte sind die Historische Soziologie, Kultursoziologie und soziologische Erkenntnistheorie.

## Auszeichnungen (Auswahl)
- 2019: Siegfried-Landshut-Preis des Hamburger Instituts für Sozialforschung
- 2008: Mary Douglas Award, Vergeben von the Culture Section of the American Sociological Association (für The Devil's Handwriting)[1]

## Veröffentlichungen (Auswahl)

### Monographien
- The Colonial Origins of Modern Social Thought: French Sociology and the Overseas Empire, Princeton University Press, 2023, ISBN 978-0-691-23742-8.[2]
  - deutschsprachige Ausgabe: Die kolonialen Ursprünge moderner Sozialtheorie. Französische Soziologie und das Überseeimperium. Hamburger Edition, Hamburg 2024, ISBN 978-3-86854-392-6.
- Devil′s Handwriting: Precoloniality and the German Colonial State in Qingdao, Samoa, and Southwest Africa, University of Chicago Press, 2007, ISBN 978-0-226-77243-1.
- Regulating the Social: The Welfare State and Local Politics in Imperial Germany, Princeton University Press, 1993, ISBN 978-1-4008-2096-2.

### Herausgaben
- Mit Didier Fassin: The Social Sciences in the Looking Glass: Studies in the Production of Knowledge, Duke University Press, 2023, ISBN 978-1-4780-1945-9.
- Mit Timothy Rutzou: Critical Realism, History, and Philosophy in the Social Sciences, emerald, 2018, ISBN 978-1-78756-604-0.
- Sociology and Empire: The Imperial Entanglements of a Discipline, Duke University Press, 2013, ISBN 978-0-8223-5258-7.
- The Politics of Method in the Human Sciences: Positivism and its Epistemological Others, Duke University Press, 2005, ISBN 978-0-8223-3518-4.
- State/Culture. State Formation after the Cultural Turn, Cornell University Press, 1999, ISBN 978-0-8014-3673-4.

### Aufsätze & Artikel
- "Ideas in Exile: Refugees from Nazi Germany and the Failure to Transplant Historical Sociology into the United States". In: International Journal of Politics, Culture, and Society 2010 (23), 1–27.
- "Feldtheorie, der deutsche Kolonialstaat und der deutsche ethnographische Diskurs, 1880-1920". In: Manuela Boatcă, Willfried Spohn (Hrsg.): Globale, multiple und postkoloniale Modernen. 2009 (Volltext [PDF]).
- "German Exceptionalism and the Origins of Nazism: The Career of a Concept". In: Ian Kershaw, Moshe Lewin (Hrsg.): Stalinism and Nazism: Dictatorships in Comparison, 1997, 251–284-
- "Social Class and the Reemergence of the Radical Right in Contemporary Germany". In: John R. Hall (Hg.): Reworking Class, Cornell University Press 1997, 335–368.
- "The Myth of an Autonomous State: Industrialist, Junkers, and Social Policy in Imperial Germany". In: Geoff Eley (Hg.): Society, Culture, and the State in Germany, 1870-1930, University of Michigan Press 1996, 257–318.
- "Die (un)moralische Ökonomie rechtsextremer Gewalt im Übergang zum Postfordismus". In: Das Argument, 1994 (23/1), 23–40.
- "Fordism and the Immoral Economy of Right-Wing Violence in Contemporary Germany". In: Research on Democracy and Society, 1994 (2), 277–316.